# Cafè Nou
Cafè Nou és una obra racionalista de Mataró (Maresme) protegida com a bé cultural d'interès local.

## Descripció

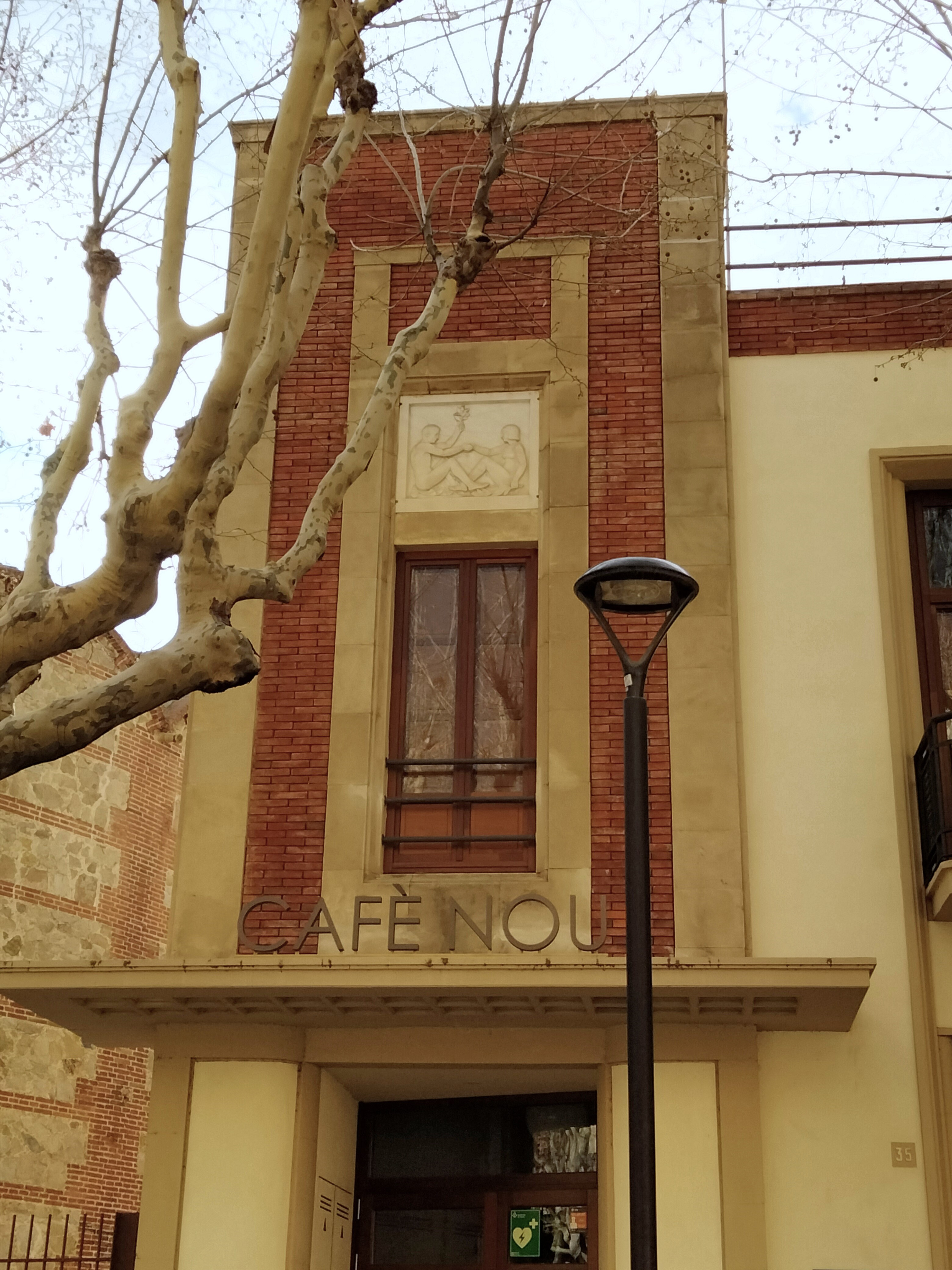
Detall del cos vertical, amb el relleu escultòric de Salvador Martorell

Edifici de planta baixa i pis. La façana està composta per dos cossos. El primer de proporcions verticals corresponent a l'escala d'accés on se situa la porta d'entrada sota una marquesina. L'altre cos ve determinat pels finestrals de planta baixa i el balcó longitudinal del primer pis, amb una mateixa modulació pel que fa a les obertures.
A la façana s'utilitza l'aplacat de pedra pel sòcol, l'estucat i l'obra vista. A la part superior del volum d'accés hi ha un relleu escultòric de Salvador Martorell.
El Cafè Nou pertany a la Unió de Cooperadors.